# ILMAC

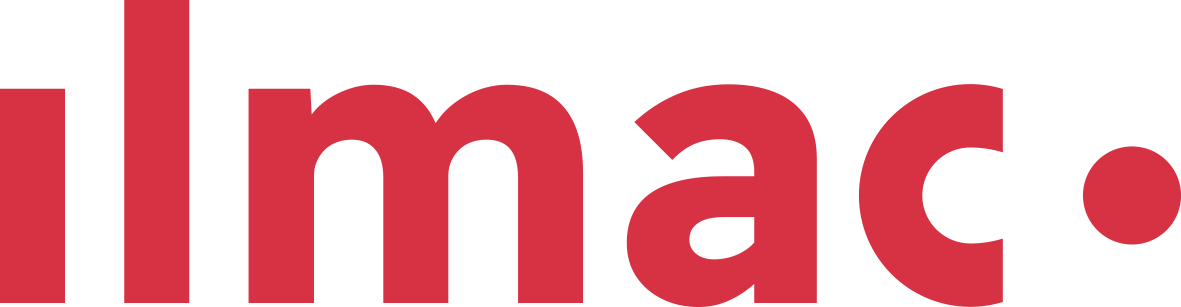
Das Logo von Ilmac

Ilmac ist eine Industriemesse für Prozess- und Labortechnologie. Sie findet alle zwei Jahre in Basel statt. In den Zwischenjahren findet die Ilmac in Lausanne statt. Organisator ist die MCH Group. Highlights wie die wissenschaftlich getriebene Conference, die Startup-Area, die Pharma Logistics Days oder Sonderschauen im Bereich Fachkräftemangel (Job Connect) bilden wichtige Branchenthemen vor Ort fokussiert ab.

## Geschichte
Die Ilmac hat ihren Ursprung in der seit 1959 stattfindenden Schweizer Fachmesse für die internationale Laboratoriums-, Messtechnik und Automatik in der Chemie. Heute vernetzt die Chemie und Life Science Brand die Branche physisch wie digital. Mit dem Leistungsversprechen „Inspiring the Future of Chemistry and Life Sciences“ regt sie an, neue Ideen und Lösungen zu entwickeln und präsentiert Trends und Innovationen aus Forschung und Industrie an bedeutungsvollen Standorten wie Basel und Lausanne.

## Aussteller
Die Aussteller der Ilmac sind u. a. Anbieter und Hersteller von:
- Laborgeräten, Verbrauchsmaterial, analytischen Geräten
- Anlagen, Geräten, Apparaten
- Spezialitätenchemie und Halbprodukten
- Informationstechnologien
- Qualitätskontrolle und Validierung

Es sind über 20 Aussteller aus 20 Ländern vertreten.
2019 nahmen rund 450 Aussteller teil.

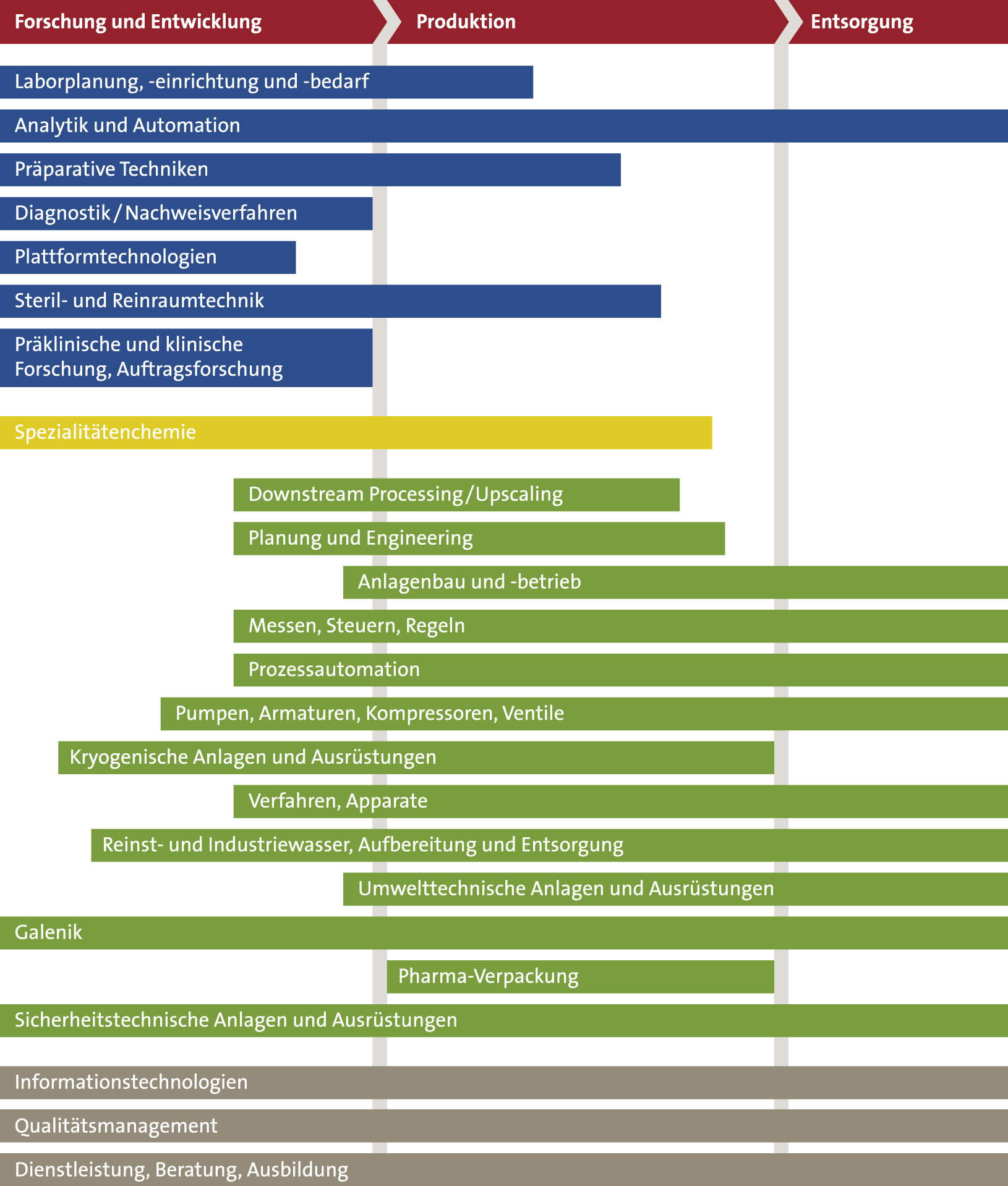
Fachbereiche der ILMAC

## Besucher
Die Ilmac richtet sich an Spezialisten der Prozess- und Labortechnologie aus den Branchen Pharma, Chemie, Nahrungsmittel, Getränke, Kosmetik und Biotechnologie. 2019 nahmen anlässlich der 60. Ilmac rund 12'270 Fachbesucher teil. Eine Steigerung um 2 % gegenüber 2016.

## Fachbereiche
Die Ilmac präsentiert in ihrer Branche den gesamten Produktionsablauf – von Forschung und Entwicklung über Pilotierung und Engineering bis zu Produktion und Entsorgung (siehe rechte Grafik).